# Goniothalamus thomsonii
Goniothalamus thomsonii är en kirimojaväxtart som beskrevs av George Henry Kendrick Thwaites. Goniothalamus thomsonii ingår i släktet Goniothalamus och familjen kirimojaväxter. Inga underarter finns listade i Catalogue of Life.